# کورتنی سولومون
کورتنی سولومون  (به انگلیسی: Courtney Solomon) تهیه‌کننده فیلم و کارگردان اهل تورنتو، کانادا است. او تاکنون‌ با تولید، بازاریابی و توزیع بیش از ۸۰ فیلم درگیر بوده است. در سال ۲۰۰۰، در سن ۲۹ سالگی، فیلم سرزمین اژدها را تهیه‌کنندگی و کارگردانی کردنمود.

## فیلم‌شناسی

### آثار کارگردانی
- سرزمین اژدها (۲۰۰۰)
- یک جن‌زده آمریکایی (۲۰۰۵)
- گریز (۲۰۱۳)

### تهیه‌کننده
- اسارت (۲۰۰۷)
- سرباز جهانی: احیا (۲۰۰۹)
- وظیفه (۲۰۱۱)
- ال گرینگو (۲۰۱۲)
- سرباز جهانی: روز حساب (۲۰۱۲)
- انباری (۲۰۱۲)
- گلوله به سر (۲۰۱۳)
- دشمنان نزدیک (۲۰۱۳)
- کیک (۲۰۱۴)
- کشتار (۲۰۱۵)
- کمدین (۲۰۱۶)
- پرنده‌های زرد (۲۰۱۷)
- سینما کابوس (۲۰۱۸)
- غریبه‌ها: فصل ۱ (۲۰۲۴)
- غریبه‌ها: فصل ۲ (۲۰۲۵)
- غریبه‌ها: فصل ۳ (۲۰۲۶)
- سونیای سرخ (۲۰۲۶)

## پیوند
کورتنی سولومون در بانک اطلاعات اینترنتی فیلم‌ها